# Aconitum violaceum
Aconitum violaceum là một loài thực vật có hoa trong họ Mao lương. Loài này được Jacquem. ex Stapf mô tả khoa học đầu tiên năm 1905.